# Arbacia lixula
Oursin noir, Oursin mâle
Espèce
L’oursin noir (Arbacia lixula) est un oursin de la famille des Arbaciidae, que l'on trouve en Méditerranée, où il a tendance à supplanter son rival l'oursin violet, surpêché pour des raisons commerciales. Il est parfois surnommé à tort « oursin mâle ».

## Description

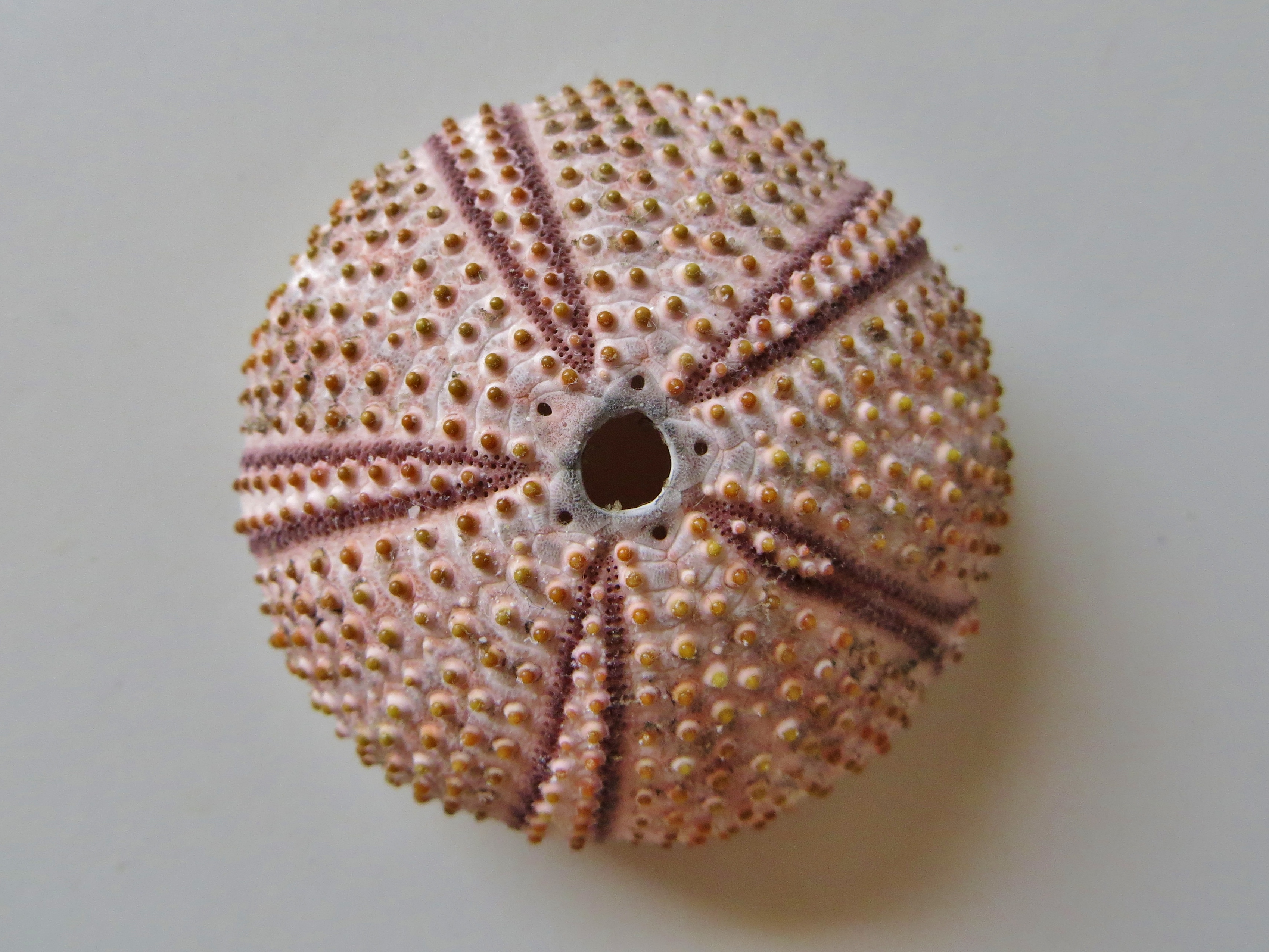
Test d'un Arbacia lixula.

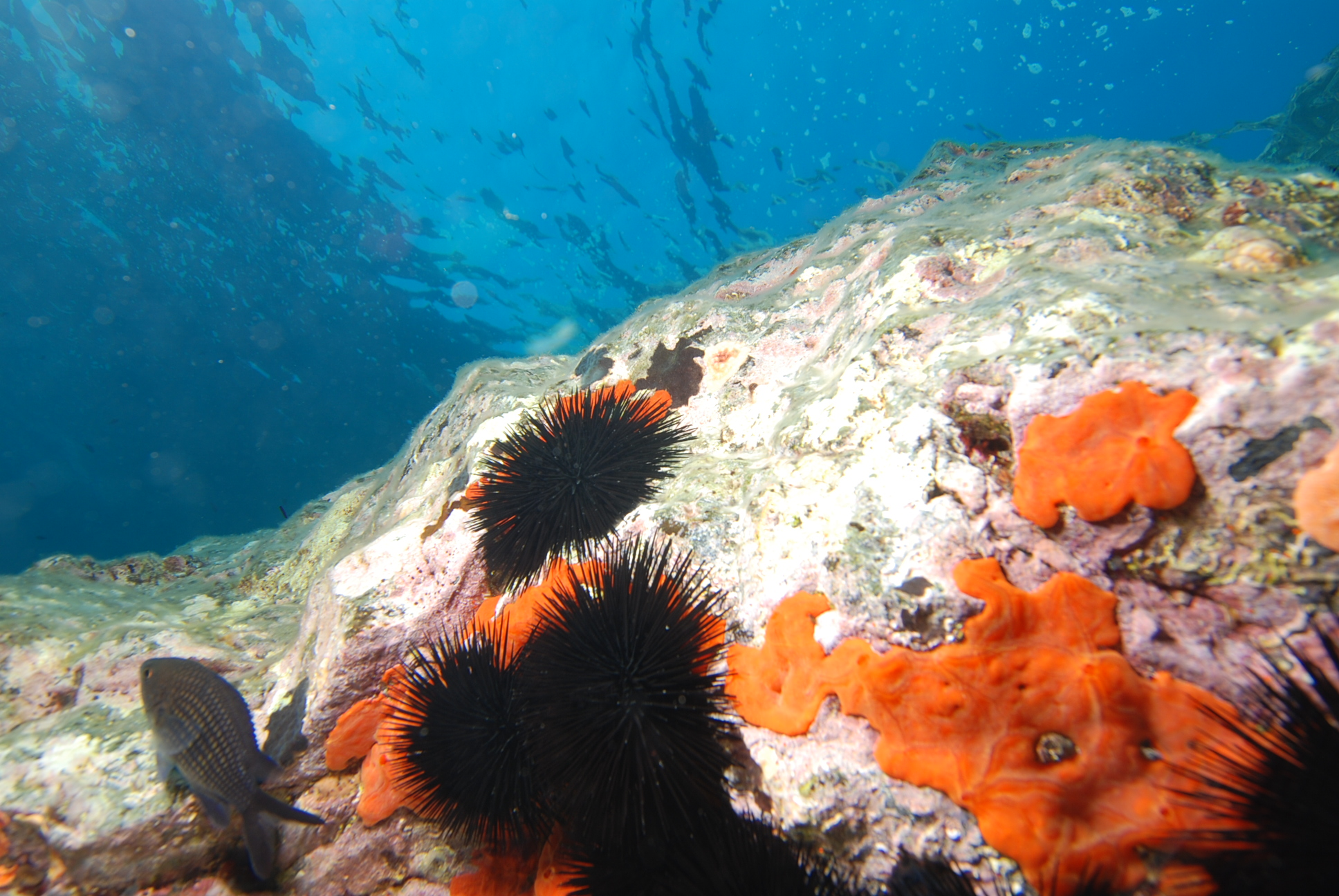
En groupe dans leur environnement en Côte d'Azur. De profil, l'oursin noir est très aplati, collé contre la paroi.

C'est un oursin régulier de taille moyenne, mesurant jusqu'à 11 cm de diamètre piquants compris, de couleur très sombre (le plus souvent noir, mais parfois avec des reflets violacés ou bruns). Les piquants (« radioles »), pointus et lisses, mesurent environ 3 cm de long et sont densément répartis ; ils sont tous quasiment de la même longueur (pas de « radioles secondaires »), et tenus droits, rayonnants. La coquille (« test ») est arrondie, aplatie et quasiment hémisphérique, avec une face orale (inférieure) presque parfaitement plate. La bouche est située au milieu de la face inférieure ; elle est cernée par une membrane nue (appelée péristome), généralement vert sombre. À l'apex, l'anus est protégé par quatre plaques formant une valve.
On le distingue de son cousin l'oursin violet par sa couleur plus franchement noire, sa forme plus aplatie et hémisphérique, l'absence de piquants sur une large surface autour de la bouche, l'incapacité à se recouvrir d'objets, et l'absence d'anneaux clairs à la base des piquants. Cet oursin vit aussi plus facilement exposé (parfois très proche de la surface), et ses piquants sont tous de la même taille, et tenus droits contrairement à son cousin plus ébouriffé.

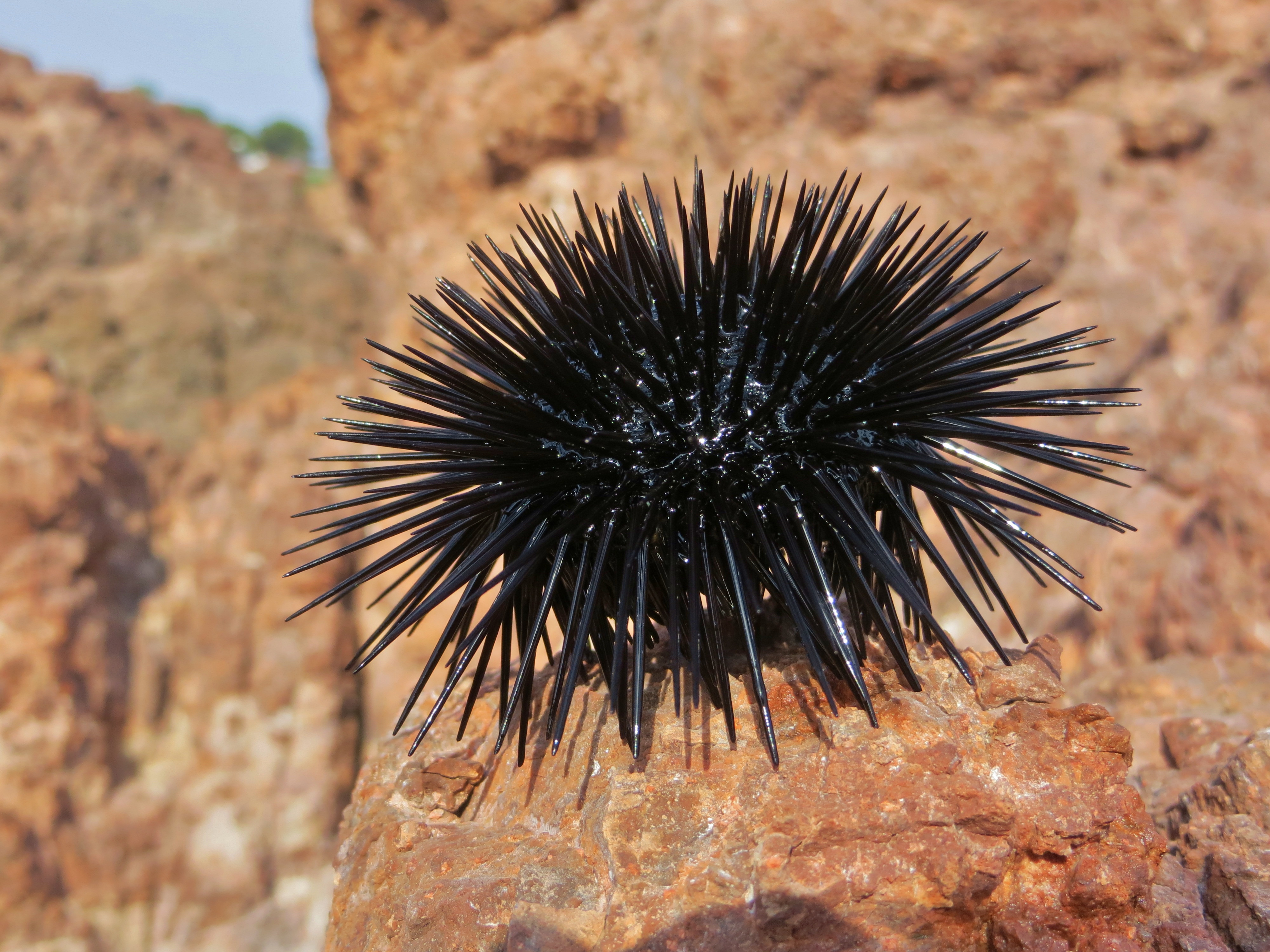
Oursin noir de profil en France.
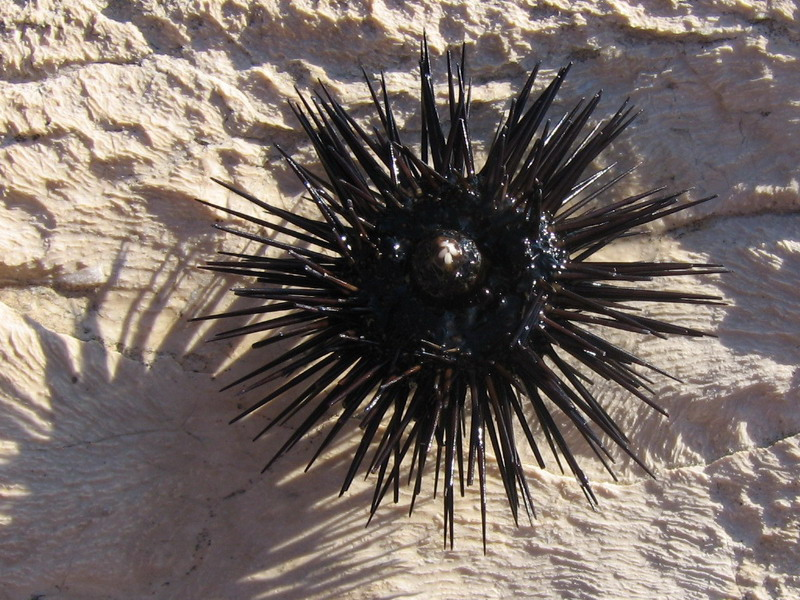
Oursin noir à l'envers, avec la bouche au centre.
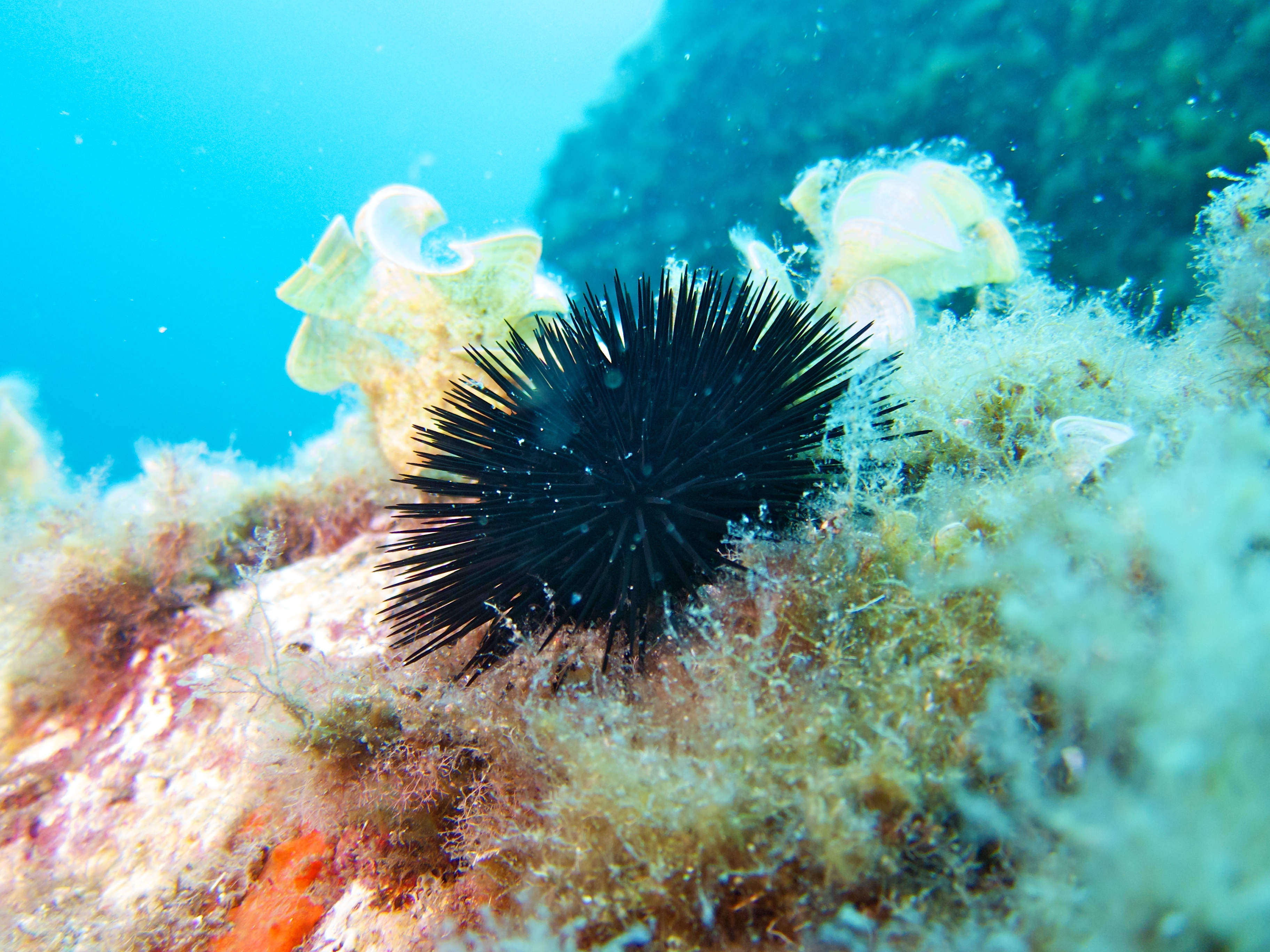
Dans son environnement.
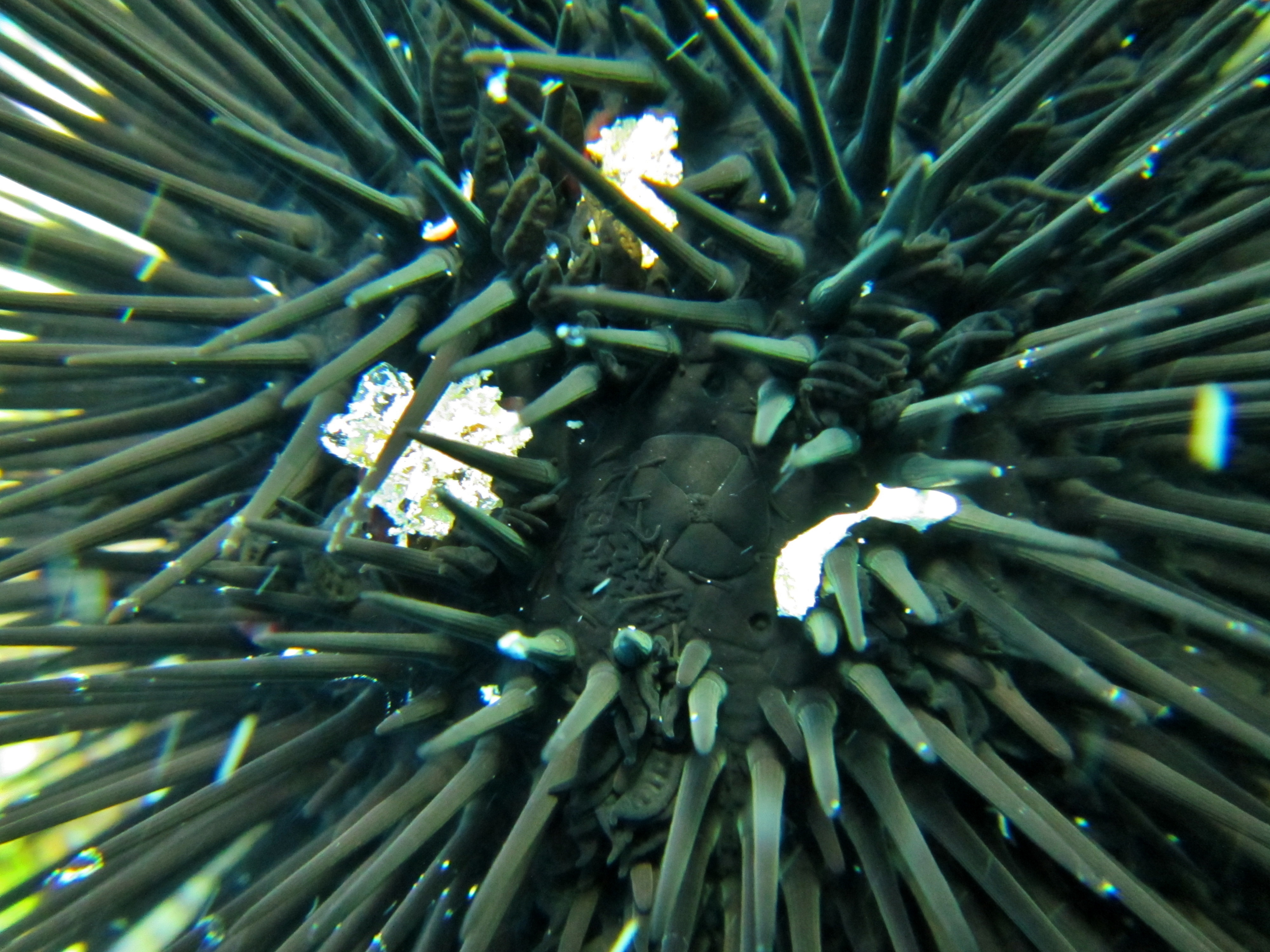
Appareil apical d'un Arbacia lixula. On distingue les quatre plaques suranales, trois des cinq gonopores et le madréporite (plaque en bas à gauche).

## Écologie et comportement
C'est un oursin assez commun et facilement observable là où l'eau est bien oxygénée, et qui se nourrit principalement d'algues encroûtantes, comme Lithophyllum incrustans, qu'il racle de la roche au moyen de sa mâchoire pourvue de dents puissantes (appelée « lanterne d'Aristote »).
Dans les zones où son cousin l'oursin comestible est surpêché et où les prédateurs sont raréfiés par les activités humaines, l'oursin noir peut être en surpopulation, entraînant un surpâturage des algues encroûtantes et la modification de l'écosystème,.
La reproduction est gonochorique, et mâles et femelles relâchent leurs gamètes en même temps grâce à un signal phéromonal, en pleine eau, où œufs puis larves vont évoluer parmi le plancton pendant quelques semaines avant de se fixer. Le développement des larves d'A. lixula demande des températures plus chaudes que pour celles de P. lividus, ce qui laisse supposer que cet oursin pourrait à l'avenir être avantagé par le réchauffement climatique.
Cet oursin a peu de prédateurs à l'âge adulte, mais il est quand même consommé par la langouste Palinurus vulgaris et l’étoile de mer Marthasterias glacialis. De nombreux poissons comme les sars (du genre Diplodus) et les girelles-paons (Thalassoma pavo) en sont aussi friands, mais ne peuvent s'attaquer qu'aux spécimens déjà abimés.

## Distribution et habitat

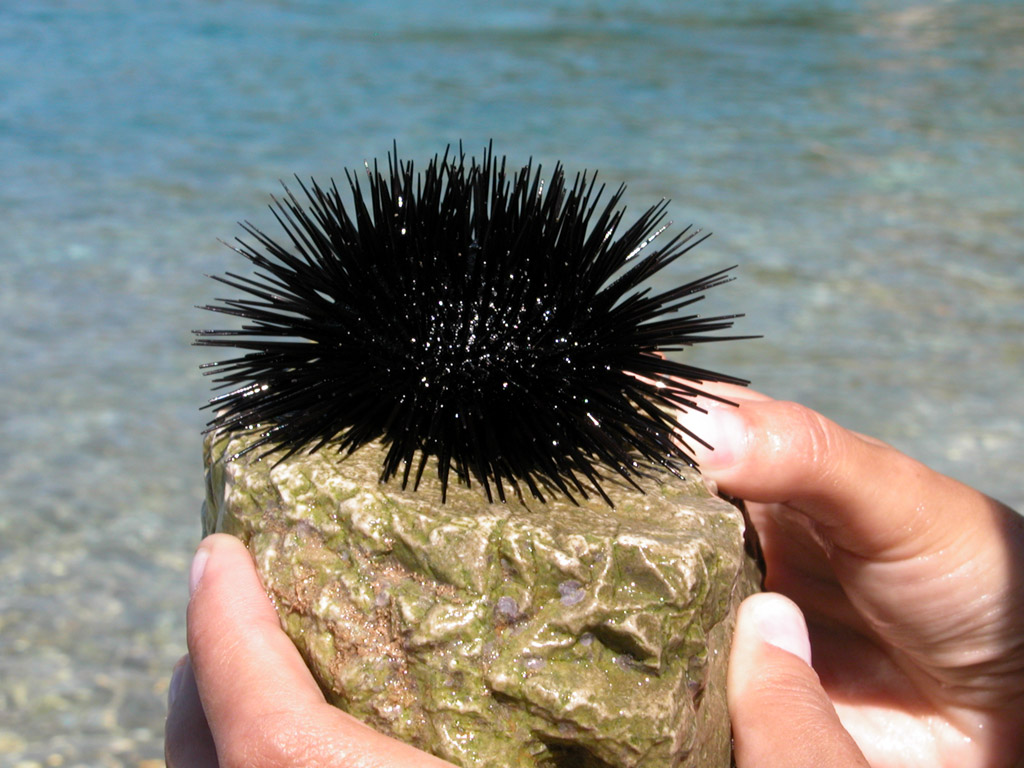
Oursin noir en Croatie.

Cette espèce est présente principalement en mer Méditerranée, mais aussi dans une plus faible mesure en océan Atlantique Est et jusqu'à la Manche, du Maroc à l'Irlande. On le trouve principalement sur les fonds rocheux, et il affectionne tout particulièrement les parois verticales où sa forme et ses puissants podia lui permettent de se maintenir sans problème, même au battant des vagues. Il vit facilement exposé, parfois très près de la surface, et ne porte pas spontanément d'objets pour se camoufler. On le rencontre entre la surface et les premiers mètres, mais parfois encore jusqu'à 50 m de fond.
Cet oursin nécessite des eaux bien oxygénées, aussi il est absent des zones polluées, portuaires ou estuariennes.

## L'oursin noir et l'homme

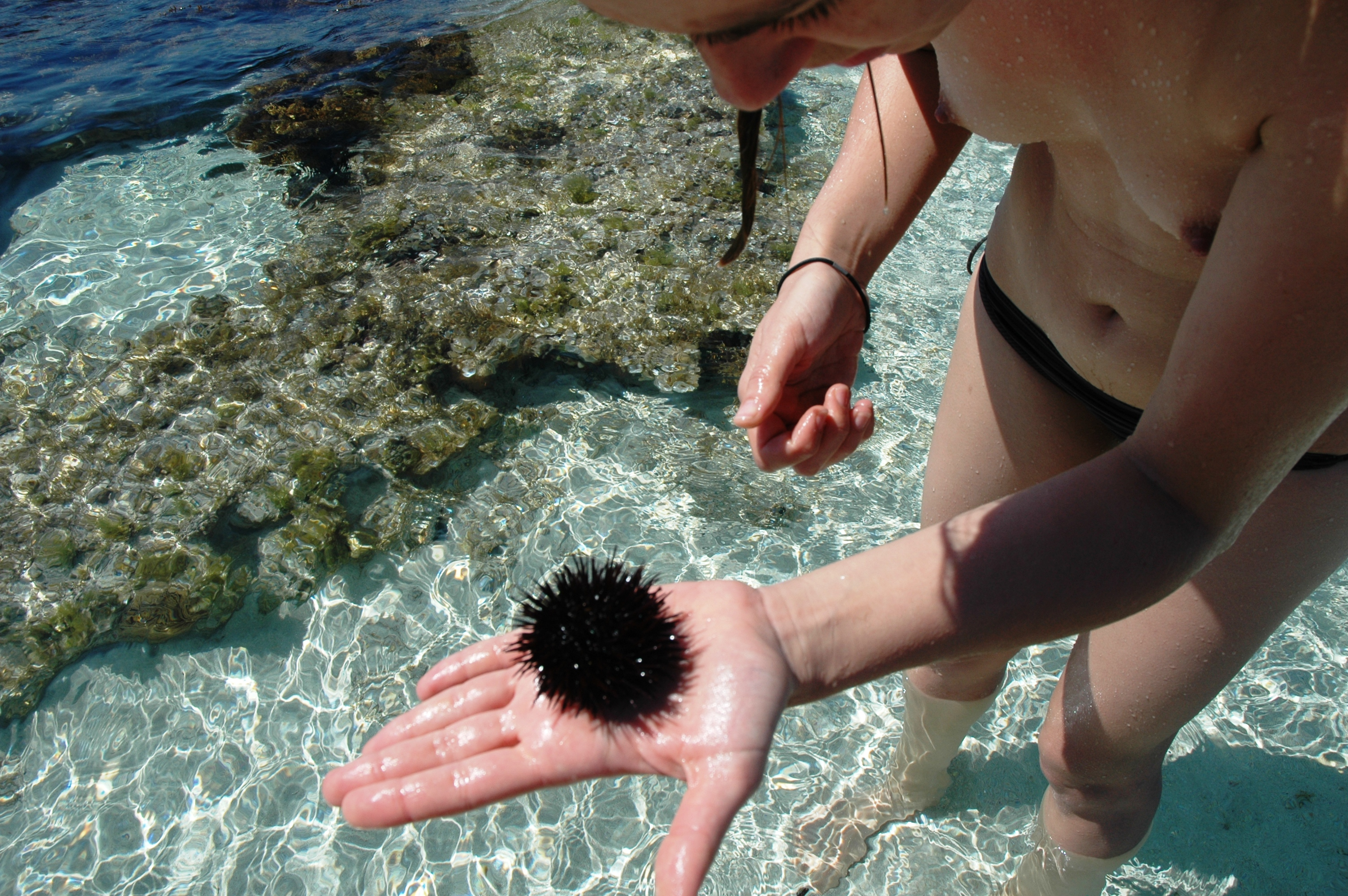
Cet oursin n'est pas dangereux, et peut être manipulé sans risque avec quelques précautions.

Comme tous les oursins vivant à proximité de la surface, l'oursin noir est souvent responsable de vives douleurs quand un baigneur marche dessus par inadvertance : ses épines ont tendance à se casser dans la plaie, ce qui les rend presque impossibles à enlever entièrement. Heureusement, il n'est pas venimeux, et ne présente pas de grand danger si la plaie est correctement désinfectée : le corps dissoudra les débris en quelques semaines.
D'un point de vue gustatif, l'oursin noir est beaucoup moins apprécié en oursinade que son cousin l'oursin violet du fait d'un pigment amer présent dans ses gonades. En conséquence, il a tendance à supplanter ce dernier dans les zones très exploitées, alors que l'oursin noir était signalé comme rare en Méditerranée à la fin du XIXe siècle.

## Systématique
L'espèce Arbacia lixula a été décrite par le naturaliste suédois Carl von Linné en 1758, sous le nom initial de Echinus lixula.

### Synonyme
- Echinus lixula Linnaeus, 1758 Protonyme
- Cidaris pustulosa Leske, 1778
- Echinus pustulosus Ludwig, 1789
- Echinus æquituberculatus de Blainville, 1825
- Echinus loculatus de Blainville, 1825
- Echinus neapolitanus Delle Chiaje, 1825
- Echinocidaris æquituberculata Grube, 1861
- Echinocidaris æquituberculatus Heller, 1863
- Arbacia æquituberculata Stossich, 1884

## Liste des sous-espèces
Selon World Register of Marine Species (18 février 2014) :
- sous-espèce Arbacia lixula africana (Troschel, 1873)
- sous-espèce Arbacia lixula lixula (Linnaeus, 1758)